# Antoinette Sayeh
Antoinette M. Sayeh, née le 12 juillet 1958 à Monrovia au Liberia, est une femme politique libérienne. Elle est ministre des Finances entre le 16 janvier 2006 et 2008 dans le gouvernement de la présidente Ellen Johnson Sirleaf, puis devient en 2020 n°2 du FMI.

## Biographie
Mme Sayeh a obtenu une licence en économie au Swarthmore College, en Pennsylvanie (États-Unis), et est également diplômée de la Fletcher School of Law and Diplomacy, au sein de l'université Tufts, Massachusetts, où elle a obtenu une maîtrise et un doctorat en relations économiques internationales.
Durant ses années d'exil politique, elle travaille pour différentes institutions internationales dont la Banque mondiale, pendant 17 ans, en tant que directrice de pays pour le Bénin, le Niger et le Togo, ainsi que sur la gestion des finances publiques et la réforme de la fonction publique au Pakistan,. Elle devient, en janvier 2006, ministre des Finances au sein du cabinet de la présidente libérienne Ellen Johnson Sirleaf,, la deuxième femme dans l'histoire du Libéria à occuper ce poste, la première étant d'ailleurs Ellen Johnson Sirleaf. En 2007, elle devient  aussi membre du Conseil consultatif de haut niveau du Groupe de la Banque mondiale sur l'autonomisation économique des femmes, un conseil présidé par Danny Leipziger et Heidemarie Wieczorek-Zeul. En 2008, elle quitte le gouvernement libérien, pour prendre au FMI le poste de directrice du département Afrique, où elle succède au Béninois Abdoulaye Bio Tchané et conduit les évolutions des relations entre le FMI et les états africains membres de ce Fonds. En 2020, elle est nommée directrice générale adjointe du FMI, une nomination annoncée par la dirigeante du FMI, Kristalina Georgieva.